# Kevin Anderson (científico)
Prof. Dr. Kevin Anderson es director adjunto del Centro Tyndall de Estudios de Cambio Climático; ocupando una cátedra conjunta en Energía y Cambio Climático en la Escuela de Ingeniería Mecánica, Aeroespacial y Civil de la Universidad de Mánchester y en la Escuela de Ciencias Ambientales de la Universidad de East Anglia; y es profesor honorario en Gestión Ambiental en la Escuela de Negocios de Mánchester. Es asesor del Gobierno británico (en 2009) sobre cambio climático.

## Conferencias y presentaciones
El Prof. Anderson ha sido un contribuyente a muchas conferencias sobre el clima, incluyendo las 4 Degrees and Beyond International Climate Conference en 2009.  Un video de su presentación se halla en línea.

## Algunas publicaciones
Sus publicaciones están listados en la historia de su página web.
A principios de 2011, fue coautor con Alice Bows, publicándose en una edición especial de Philosophical Transactions of the Royal Society A con otros documentos de la conferencia de arriba. Anderson y Bows, dicen:

"que el análisis sugiere que a pesar del alto nivel de las declaraciones en contrario, ahora hay pocas posibilidades de mantener la temperatura superficial media global igual o inferior a 2 °C. Por otra parte, los impactos asociados a los 2 °C han revisado esa alza, lo suficiente como para que esos 2 °C ahora más apropiadamente representen el umbral entre "peligroso" y "extremadamente peligroso" del cambio climático." 

Dicho sin rodeos, mientras que la retórica política es reducir las emisiones de acuerdo con consejos para evitar el cambio climático peligroso, se avisan sobre una alta probabilidad de que haya cambio climático extremadamente peligroso en vez de proponer una reducción de emisiones radical e inmediata.

...
"Dentro de este análisis, el documento ofrece una evaluación descarnada y sin tregua de los desafíos del cambio climático que enfrenta la comunidad global. En la actualidad existe poca o ninguna oportunidad de mantener el aumento de la Tº media de la superficie por debajo de 2 °C, a pesar de repetidas declaraciones de alto nivel. Por otra parte, los impactos asociados a 2 °C han sido revisados (e.g. [20,21]), lo suficiente como para que 2 °C ahora más apropiadamente represente el umbral entre el cambio climático sumamente peligroso a peligroso. En consecuencia, y con señales de las emisiones globales intentando de regresar a sus niveles anteriores de crecimiento de 2010 representa un punto de inflexión política. La ciencia del cambio climático aliada con las vías de emisión del Anexo 1 y no-Anexo 1 de las Naciones sugiere un cambio en la escala y el alcance del desafío de mitigación y adaptación."
"Sin embargo, este documento no pretende ser un mensaje de inutilidad, sino más bien una evaluación desnuda y brutal quizás "color de rosa", bien intencionado (aunque en última instancia, ineficaz) enfoque del cambio climático. La verdadera esperanza y la oportunidad, si es que surja en absoluto, lo hará a partir de una evaluación cruda y objetiva de la magnitud del desafío que enfrenta la comunidad global. Este documento pretende ser una pequeña contribución a esta visión y futuro de esperanza."

## Noticias
En una historia en el The Telegraph de Londres precediendo la Cumbre del Clima en Cancún 2010 COP 16, dijo que "los políticos deben considerar un sistema de racionamiento similar al que se presentó durante la pasada época de crisis en la década de 1930 y 40 ', pero que eso no signifique necesariamente una recesión o un estilo de vida peor, sólo significa hacer ajustes en la vida cotidiana como el uso de transporte público, o un suéter en lugar de encender la calefacción. "Nuestras emisiones eran mucho menores hace diez años y nos dieron por bien entonces.”
En una historia para la BBC, en noviembre de 2009, aclaró aún más: 
"Cuando uno tiene algo esencial como la energía que no se puede sólo en el precio de la ración - usted tiene que la ración de una manera más equitativa. Así que sugiero para la reducción de las tasas altas que ahora necesitamos, necesitamos algo basado en la equidad y si se trata de comercio de carbono personal, o lo que sea, hay que asegurarse de que las partes más pobres de nuestras comunidades tengan acceso a la energía sin importar el precio. Así que eso significa para el resto de nosotros, que consumen mucha energía, vamos a tener que hacer una reducción significativa de nuestros niveles de emisiones - no hay vuelta de esta manera."
En otra historia en 2009, para The Times de Londres, varios meses antes de la cumbre climática de Copenhague de diciembre de 2009 (COP 15), informó: 
"El profesor Anderson (y un colega) saben que los políticos en la cumbre, sólo ven la evidencia científica de que las emisiones de gases de efecto invernadero deben ser controlados dentro de una década, si no antes. Se dijo que en lugar de esperar un acuerdo internacional, había llegado el momento para estudiar qué medidas podrían tomarse. Todos esperamos que Copenhague tenga éxito, pero creo que va a fallar. "No vamos a llegar a un acuerdo global," dijo el profesor Anderson. "Creo que vamos a negociar, habrá poco, y será una herramienta más débil que Kioto. Dudo que será significativamente sobre la base de la ciencia del cambio climático ". Es cierto que los negociadores a cabo una fuerte dependencia de las soluciones tecnológicas que aún no se han inventado o probado, en lugar de reconocer la escala y urgencia del problema."
Justo antes de la cumbre de Copenhague de 2009, Scotsman informó: 
"las actuales proyecciones del Met Officce revelan la falta de acción desde las intervenciones ya hace 17 años - en el que las emisiones de gases de cambio climático, como el dióxido de carbono se han disparado - ha puesto al mundo en un camino hacia una Tº potencial de 4 °C hacia 2060, y 6 °C al final del siglo. Anderson, que asesora al gobierno sobre el cambio climático, dijo que las consecuencias serán "terribles". "Para la humanidad es una cuestión de vida o muerte", dijo. "No vamos a extinguirnos todos los humanos, como algunas personas con el tipo adecuado de recursos pueden ponerse en la parte derecha del mundo y sobrevivir. Pero creo que es muy poco probable que no haya muerte en masa con 4 °C. Si usted tiene una población de nueve mil millones en 2050 y sube a 4, 5, y 6 °C, podría tener cinco mil millones de personas que sobrevivirán'."
The Guardian informó en 2006 sobre las conclusiones del Dr. Anderson en la dependencia de la eficiencia energética de la energía nuclear: 
"Dr Anderson said the separate demands of the transport and heating sectors meant that nuclear power supplied only about 3.6% of total UK energy used. Replacing nuclear reactors with gas and coal power stations by 2020 would raise carbon emissions by 4%-8%, he said. 'We could very easily compensate for that with moderate increases in energy efficiency. If you've got money to spend on tackling climate change then you don't spend it on supply. You spend it on reducing demand.' ... Dr Anderson said the separate demands of the transport and heating sectors meant that nuclear power supplied only about 3.6% of total UK energy used. Replacing nuclear reactors with gas and coal power stations by 2020 would raise carbon emissions by 4%-8%, he said. "We could very easily compensate for that with moderate increases in energy efficiency. If you've got money to spend on tackling climate change then you don't spend it on supply. You spend it on reducing demand."